# Antonio Fuoco
Antonio Fuoco (Cosenza, 20 mei 1996) is een Italiaans autocoureur en voormalig lid van de Ferrari Driver Academy. In 2024 won hij de 24 uur van Le Mans.

## Carrière

### Karting
Fuoco maakte zijn debuut in de autosport in het karting op vierjarige leeftijd. Hij reed in verschillende Europese kampioenschappen, waarbij hij in 2012 de KF2-klasse bereikte. Dat jaar eindigde hij als derde in de WSK Euro Series en als vierde in het CIK-FIA Europese KF2-kampioenschap.

### Formule Renault
In 2013 maakte Fuoco zijn debuut in het formuleracing, waarbij hij in de Formule Renault 2.0 Alps ging rijden voor het team Prema Junior. Met zes overwinningen op het ACI Vallelunga Circuit, het Autodromo Enzo e Dino Ferrari, het Autodromo Nazionale Monza en het Mugello Circuit werd hij kampioen met 34 punten voorsprong op zijn landgenoot Luca Ghiotto. Ook nam hij deel aan één racewekend op Spa-Francorchamps van de Eurocup Formule Renault 2.0 voor hetzelfde team. Hij behaalde de pole position voor de tweede race en eindigde de races respectievelijk als vijfde en vierde.

### Florida Winter Series
In de winter van 2014 neemt Fuoco deel aan het eerste seizoen van de Florida Winter Series, georganiseerd door de Ferrari Driver Academy. Ook de andere coureurs van de Academy, Max Verstappen, Nicholas Latifi, Raffaele Marciello en Lance Stroll, en enkele andere coureurs nemen deel aan dit kampioenschap.

### Formule 3

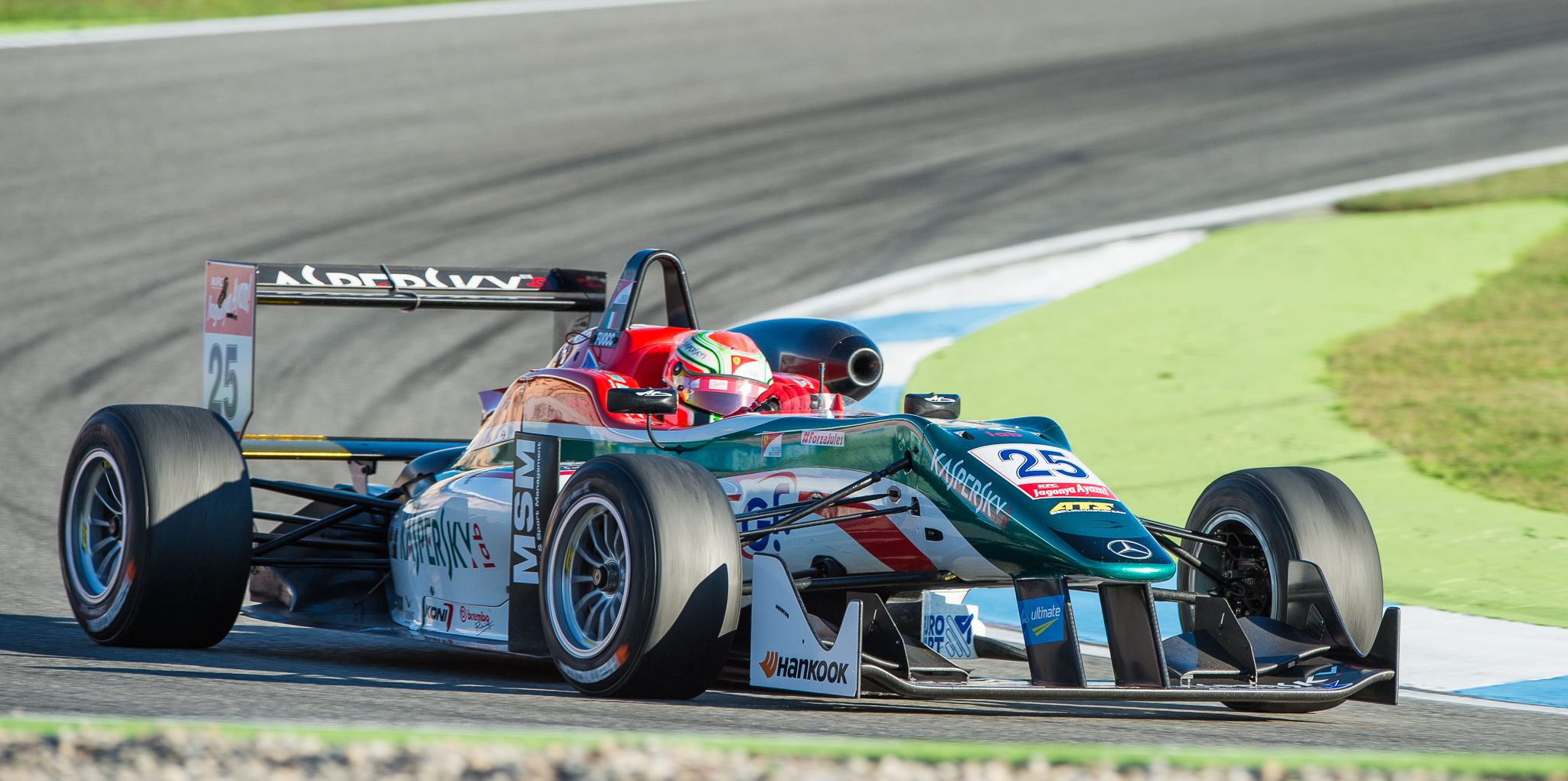
Antonio Fuoco in F3 - Hockenheimring 2014

In 2014 stapte Fuoco over naar het Europees Formule 3-kampioenschap, waarbij hij opnieuw voor het Prema Powerteam reed. Hij won twee races op Silverstone en de Red Bull Ring en eindigde als vijfde in het kampioenschap met 255 punten.

### GP3
In 2015 stapte Fuoco over naar de GP3 Series, waar hij uitkwam voor het team Carlin. Hij behaalde een podiumplaats op de Red Bull Ring, maar was hierna vaak betrokken bij ongelukken. Hij eindigde het jaar met nog een podiumplaats op het Yas Marina Circuit, waardoor hij zesde in het kampioenschap werd met 88 punten.
In 2016 stapte Fuoco binnen de GP3 over naar het team Trident. Hij won twee races op Silverstone en op de Hockenheimring en behaalde nog zes andere podiumplaatsen, waardoor hij achter Charles Leclerc en Alexander Albon derde werd in de eindstand met 157 punten.

### Formule 2
In 2017 maakt Fuoco de overstap naar de Formule 2, waarin hij uitkomt voor het team Prema Racing, samen met mede Ferrari Driver Academy-coureur Charles Leclerc.

### Formule 1
Op 23 juni 2015 had Fuoco zijn eerste Formule 1-test voor Ferrari tijdens de tweedaagse test na afloop van de Grand Prix van Oostenrijk op de Red Bull Ring.